# Alcoleja
Alcoleja község Spanyolországban, Alicante tartományban. Lakosainak száma 186 fő (2024). Alcoleja Benasau, Confrides, Penàguila és Sella községekkel határos.

## Népesség
A település lakosságának változását az alábbi diagram mutatja:
| Lakosok száma | 256  | 241  | 213  | 206  | 193  | 191  | 194  | 173  | 181  | 186  |
|               | 2001 | 2004 | 2006 | 2009 | 2011 | 2014 | 2016 | 2019 | 2021 | 2024 |